# Castello di Maglie
Il castello di Maglie era situato nell'odierna piazza Aldo Moro, nel cuore di Maglie, in provincia di Lecce. Al suo posto oggi sorge il Liceo Capece.

## Storia
Il castello, nato dapprima in epoca angioina come modesto forte difensivo, è stato poi rimaneggiato e rinforzato verso la metà del XV secolo da Andriolo Lubello (o dal figlio Luigi), barone di Maglie sotto il regno di Alfonso I d'Aragona. Conferma il re, in una lettera del 1449, a Luigi Lubello, il possesso del casale di Maglie, che il padre Andriolo ha lui donato col suo castello seù fortalezza.
La fortezza subì considerevoli danni durante l'assedio dei cavalieri turchi dell'1 e 2 agosto del 1480. Gli ottomani provenienti da Otranto, che verrà poi conquistata alcuni giorni più tardi, razziavano il territorio in cerca di vettovaglie. I cittadini di Maglie, che non era difesa da alcuna cinta muraria, si rifugiarono nel castello, ma patirono comunque il saccheggio e l'oltraggio dei nemici. Conferma una lettera indirizzata al re, nella quale i magliesi chiedevano di essere esentati dal pagamento delle tasse, essendo abrusati da turchi et sachizati, et po consumati dalla morte. I danni furono subito riparati negli anni successivi, e la fortezza non subì ulteriori modifiche. 
Nella seconda metà del XVII secolo, quando le invasioni ottomane nel Salento cessarono del tutto, il castello di Maglie perse la sua utilità come struttura difensiva, e ben presto cadde in disuso. L'abbandono causò il progressivo peggioramento delle strutture, che incominciarono a minacciare rovina in alcuni punti, e crollare del tutto in altri. Emblematica è la descrizione che un prelato dell'epoca redige visitando il castello, che viene trovato in completo stato di incuria, pericolante e con il tetto della cappella parzialmente crollato.
Quando nel 1711 il maniero venne ceduto al duca Ascanio Filomarino, venne demolito e convertito in palazzo baronale secondo la moda di quegli anni, salvo mantenerne alcuni ambienti.

## Struttura

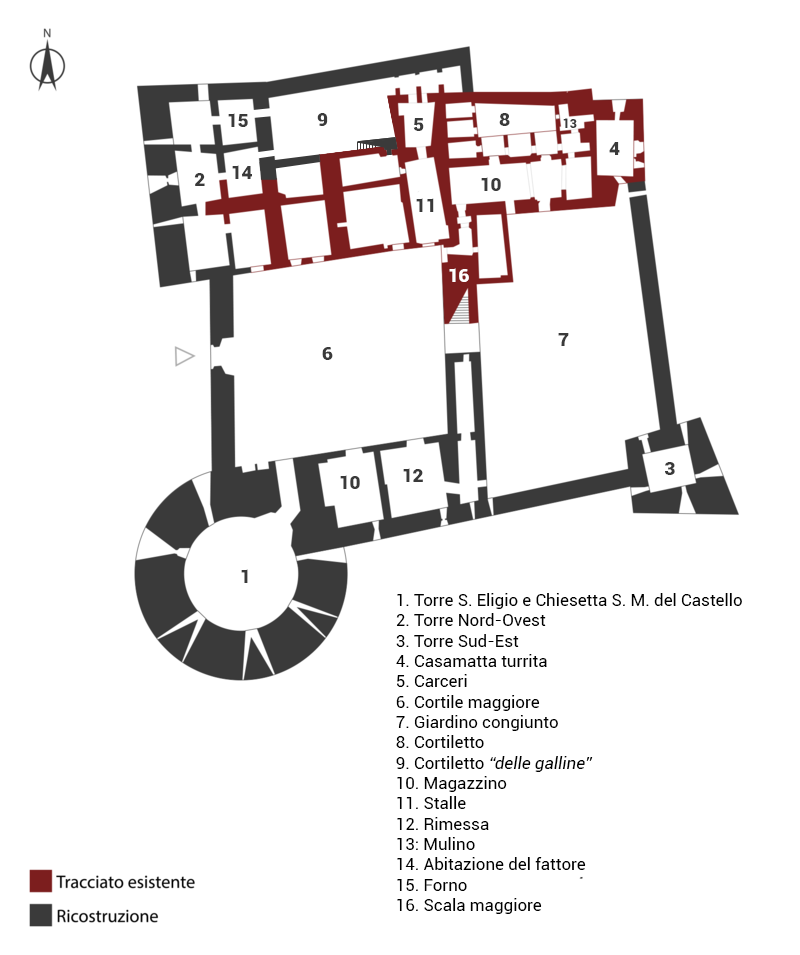
Ricostruzione della pianta del castello.

Il castello di Maglie era d'impianto quadrangolare, con i lati di circa 50 metri ognuno. Era guarnito da tre torri: una cilindrica posta a sud-ovest della struttura, detta torre di Sant'Eligio, che conteneva la chiesetta di Santa Maria del Castello; una quadrata, a sud-est, e l'altra, anch'essa quadrangolare, di grande altezza, nell'angolo a nord-ovest. Quest'ultima fungeva anche da mastio e torre principale, grazie alla sua mole.
Nell'angolo di nord-est sorge una casamatta turrita di forma quadra, utilizzata come deposito munizioni, protetta da spessi muri che in alcuni punti superano anche i tre metri di spessore. Sia la casamatta che la rispettiva torretta sono visibili oggi in via Capece (ex via Ricci).
Il castello racchiudeva un largo cortile, al quale si accedeva per mezzo dell'ingresso principale rivolto ad ovest, all'incirca nella stessa posizione dell'attuale entrata del Liceo Capece. Sul lato sud del cortile erano presenti una rimessa e un magazzino, oltre all'entrata della Chiesa di Santa Maria del Castello, inglobata forse dal bastione circolare di Sant'Eligio.
Nel lato nord erano presenti tre stanze di uso sconosciuto, che oggi ospitano le aule del Liceo, e una stalla capace di sei cavalli. Da questa si accedeva sia alle carceri che ad un camerino, che probabilmente conteneva attrezzi utili allo stalliere.
Tra la torre nord e le carceri era presente un cortiletto, detto "cortiglietto delle galline", sul quale si affacciavano le carceri, l'abitazione del fattore, un deposito per la legna, delle pile per lavare i panni e un forno "a capanna".
Sempre dal cortile, nel quale avremmo potuto vedere tre pozzi di acque salse e otto fosse per i vettovagliamenti, si passava nel giardino del palazzo per mezzo di un portale bugnato di epoca seicentesca, presente ancora oggi. Il giardino aveva due vialetti che lo dividevano in quattro parti quadrate, nelle quali verdeggiavano diversi alberi da frutto, in particolare fichi, peri e gelsi.
Al magazzino principale del castello si accedeva da un piccolo arco posto di fianco alle stalle, nell'angolo nord-est del cortile. Qui erano stipati 39 capenti e una cisterna per l'olio. Le fosse e i magazzini erano in grado di fornire una piena e completa autonomia in caso di assedio, essendo riempiti con provviste di ogni genere, come grano, miele, frutta secca, vino e pesce sotto sale. In totale, il castello aveva a disposizione un volume di immagazzinamento di oltre duecentomila litri.

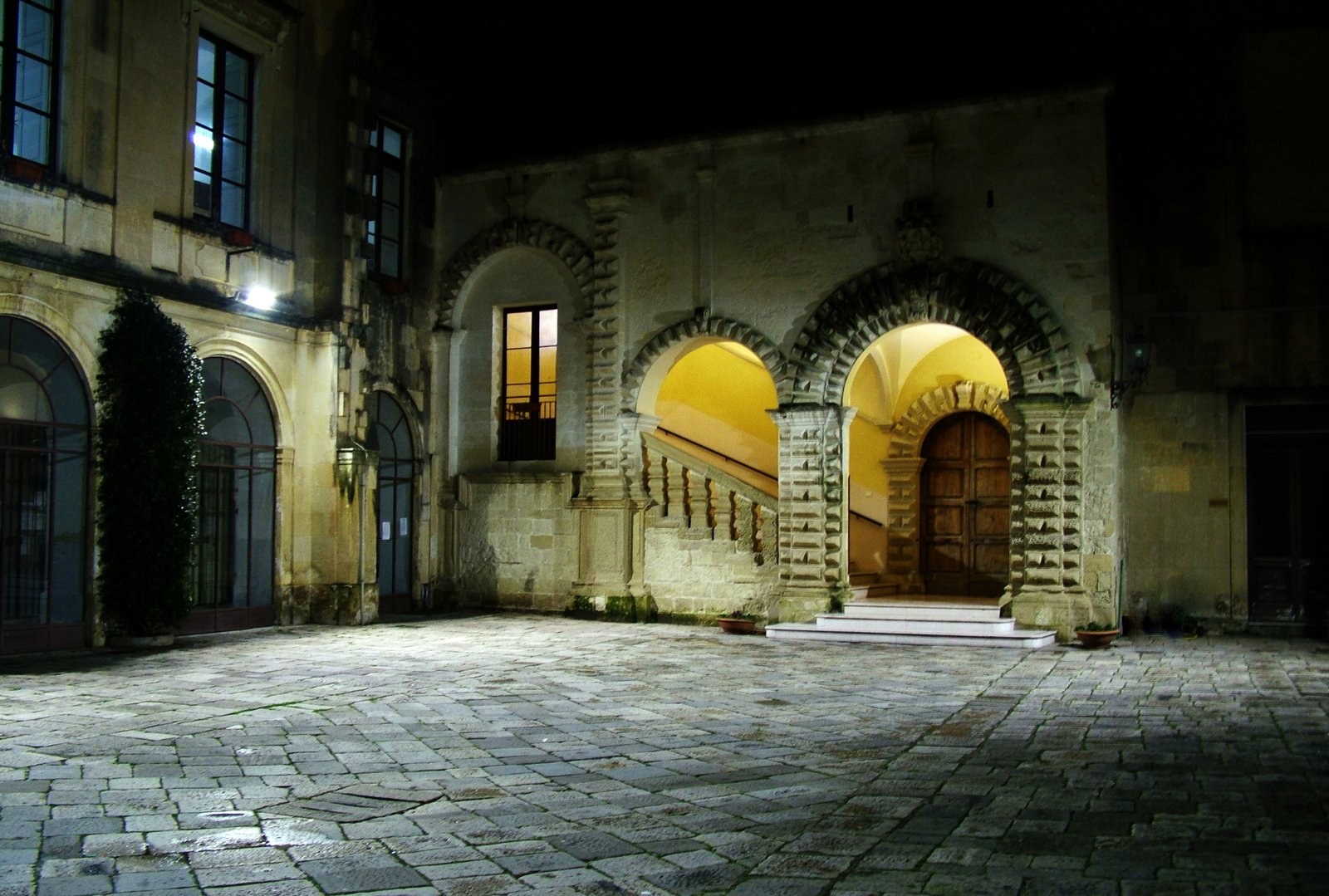
Portale seicentesco dell'originale castello, sopravvissuto alle demolizioni.

La scala maggiore, ai cui piedi vi è il portale seicentesco, porta al primo piano, dove si trovavano gli ambienti signorili del palazzo. In cima alle scale era presente una loggetta che fungeva da disimpegno, dalla quale si accedeva (verso ovest) alla camera da letto del signore. Da quest'ultima si accedeva rispettivamente ad una seconda camera, alle cucine e agli ambienti interni della torre Nord. Questi ambienti comprendevano una cappella privata per il signore e i suoi familiari, una segreteria, una loggetta che si affacciava sul cortiletto delle galline e una piccola stanza, oltre al poggio per ascendere al camminamento del muro di cinta (e quindi alle altre due torri).
Alle spalle della cucina e delle camere da letto erano presenti altri tre camerini, e dall'ultimo, con una scaletta di servizio alta dodici gradini (molto probabilmente usata dalla servitù), si scendeva al suddetto cortiletto.
A nord del magazzino principale c'era anche un secondo cortiletto, più piccolo del primo, sul quale si affacciava il mulino, la casamatta e la torretta di quest'ultima.
Il castello sorgeva nel lato est dell'abitato di Maglie, ed era circondato da un fossato (come apprendiamo in due diversi documenti del 1608 e 1609, pubblicati da L. Maggiulli). Oltre il fossato, su tutti e tre i lati non occupati dall'abitato, erano presenti giardini, vigneti e masserie.
Del castello oggi rimane solo la facciata del cortile maggiore decorata da un portale di epoca seicentesca, la scala maggiore, un magazzino, le carceri, la casamatta e alcuni ambienti che oggi costituiscono la segreteria e due aule del Liceo. Queste strutture sono state completamente inglobate nel palazzo baronale nella metà del '700.
Tuttavia, da un progetto redatto nel 1888 dall'ing. A. Rossi, apprendiamo la presenza di altre strutture sopravvissute all'ammodernamento del 1711, come parte della torre, del muro di cinta e del cortiletto sul lato nord, demolite poco più tardi per lasciare spazio alla nuova ala del palazzo baronale.
Se il castello fosse rimasto intatto fino ai giorni nostri, probabilmente il centro della città apparirebbe completamente diverso. Da una parte il mastio situato all'ingresso di via Capece impedirebbe l'accesso alla strada, sfiorando l'angolo nord-est di Palazzo Garzia; Nell'altro lato, invece, la torre cilindrica di Sant'Eligio avrebbe reso impossibile la costruzione del palazzo municipale e l'apertura di via Ginnasio.
Anche se descritto da alcuni storici dell'epoca come modesto fortilizio, in realtà il castello di Maglie non era dissimile, in dimensioni e imponenza, ai castelli dei vicini comuni di Otranto o Corigliano. La fortezza magliese infatti possedeva un fronte che, comprendendo le torri angolari, misurava oltre 70 metri.